# Anya Marina
Anya Marina Kroth (Ann Arbor, 23 de setembro de 1976) é uma cantora e compositora estadunidense. Sua música tornou-se popular depois de aparecer em diversas comédias de televisão e suas canções apareceram em séries como: Grey's Anatomy e Castle do canal ABC, assim como How I Met Your Mother da CBS, The Real World da MTV. Além de, United States of Tara, Gossip Girl, The Vampire Diaries e Supernatural e tem uma canção que aparece na trilha sonora do filme Lua Nova da saga Crepúsculo.

## Biografia

### Início da vida
Anya Marina nasceu em Ann Arbor, Michigan e cresceu na região do Vale do Silício na Califórnia, sendo a mais velha de duas irmãs. Seus pais são professores universitários que ensinam psicologia e literatura russa.[carece de fontes?] Marina mudou-se para Los Angeles como uma aspirante a atriz e frequentou aulas na British American Drama Academy, ministradas por Richard Dreyfuss, Marsha Mason, Anne Jackson e Eli Wallach, entre outros, participou também da Academia Americana de Artes Dramáticas, em Pasadena, Califórnia. Marina também atuou no cinema e na televisão (em 2001, ela estrelou o filme 100 Girls). Ela retornou para Michigan a fim de obter uma licenciatura em inglês na Universidade de Santa Clara, onde continuou a trabalhar como atriz, teatro musical, música, comédia e improvisação, e como DJ na KSCU, a estação de rádio da universidade.

## Carreira musical
Depois de se formar em 1997, Anya trabalhou na estação de rádio XHRM-FM em San Diego e foi contratada pela primeira vez por Mike Halloran, inicialmente em outro estúdio, Y107, em Los Angeles, antes de mudar-se para o estúdio principal no norte San Diego, Condado de San Diego, Califórnia. Depois de deixar a XHRM-FM, trabalhou na estação 94,9 FM como DJ.
Em San Diego, Marina realizou a sua primeira noite do microfone aberto e começou a escrever suas próprias canções. Ela desenvolveu uma performance que tinha aprendido como atriz, comediante e impressionista. Sua primeira gravação foi um EP de cinco músicas chamado Exercises in Racketeering, que levou a um álbum de estúdio, "Miss Halfway", que foi lançado em 25 de janeiro de 2005.
As músicas do álbum Miss Halfway  falam sobre sua criação e seus ex-namorados. O álbum foi produzido por Scott Russo, líder da banda Unwritten Law e Peter King, do grupo The Surfers. O álbum ganhou o Prêmio San Diego Music de Melhor Álbum. A faixa-título também foi selecionada para a série de TV Grey's Anatomy sendo a quinta canção da trilha sonora da série junto as músicas, The Fray, KT Tunstall, Gomez e Snow Patrol.
Em 20 de janeiro de 2009, Marina lançou seu segundo álbum de estúdio, Slow & Steady Seduction: Phase II. O álbum foi produzido por Brian Karscig do grupo Louis XIV e Daniel Britt do Spoon. O videoclipe para o primeiro single, "Move You", foi dirigido por Scott Coffey. Em 8 de junho de 2009, o vídeo de "All The Same To Me", dirigido por Josh Forbes, estreou exclusivamente na site Spinner.com.
Anya Marina interpretou canções do álbum Slow & Steady Seduction: Phase II nos estúdios BETA Records TV em Hollywood, Califórnia. Um vídeo que foe publicado de uma entrevista pessoal sobre a canção "All The Same To Me" foi dirigido por Eric MacIver e produzido por Chris Honetschlaeger.
No verão de 2009, Anya foi indicada para três prêmios San Diego Music, Artista do Ano, Álbum do Ano (Slow & Steady Seduction: Phase II), e Canção do Ano ("Move You"). Em 10 setembro de 2009, "Move You" ganhou o prêmio de Canção do Ano, superando outros nomeados como Jack Tempchin e Jason Mraz.
Sua canção "Satellite Heart" foi destaque na trilha sonora do filme Lua Nova. "Satellite Heart", foi lançado em 8 de outubro de 2009, com um videoclipe dirigido por Scott Coffey e lançado em 3 de novembro 2009.  Marina foi co-anfitrião da transmissão ao vivo pelo MySpace da estreia de Lua Nova.
Anya foi destaque em um artigo artigo da CNN.com como artista na véspera de sucesso, devido à sua participação na trilha sonora. Um cover feito pela Marina da canção "Whatever You Like", originalmente do rapper T.I., foi introduzido no episódio de Gossip Girl, "They Shoot Humphreys", em 9 de novembro de 2009.
Marina fez turnê com Jason Mraz, Chris Isaak, Greg Laswell, Eric Hutchinson, Lissy Trullie e Joshua Radin.

## Discografia

### Álbuns de estúdio
| Ano  | Álbum                                                                                                |
| ---- | --- |
| 2005 | Miss Halfway - Lançamento: 25 de janeiro de 2005 - Gravadora: Chop Shop Records                      |
| 2009 | Slow & Steady Seduction: Phase II - Lançamento: 20 de janeiro de 2009 - Gravadora: Chop Shop Records |
| 2012 | Felony Flats - Lançamento: 13 de março de 2012 - Gravadora: Chop Shop Records                        |

### EP
| Ano  | Álbum                                                         |
| ---- | ------------------------------------------------------------- |
| 2004 | Exercises in Racketeering - Lanzamento: 2004 - (Independente) |

### Singles
| Ano  | Título               | Álbum                             |
| ---- | -------------------- | --------------------------------- |
| 2009 | "Whatever You Like"  | Slow & Steady Seduction: Phase II |
| 2009 | "All The Same To Me" | Slow & Steady Seduction: Phase II |

## Prêmios e Nomeações
| Ano  | Trabalho nomeado                  | Categoria      | Resultado |
| ---- | --------------------------------- | -------------- | --------- |
| 2009 | Anya Marina                       | Artista do Ano | Nomeada   |
| 2009 | Move You                          | Canção do Ano  | Ganhadora |
| 2009 | Slow & Steady Seduction: Phase II | Álbum do Ano   | Nomeada   |